# Бурундійська кухня

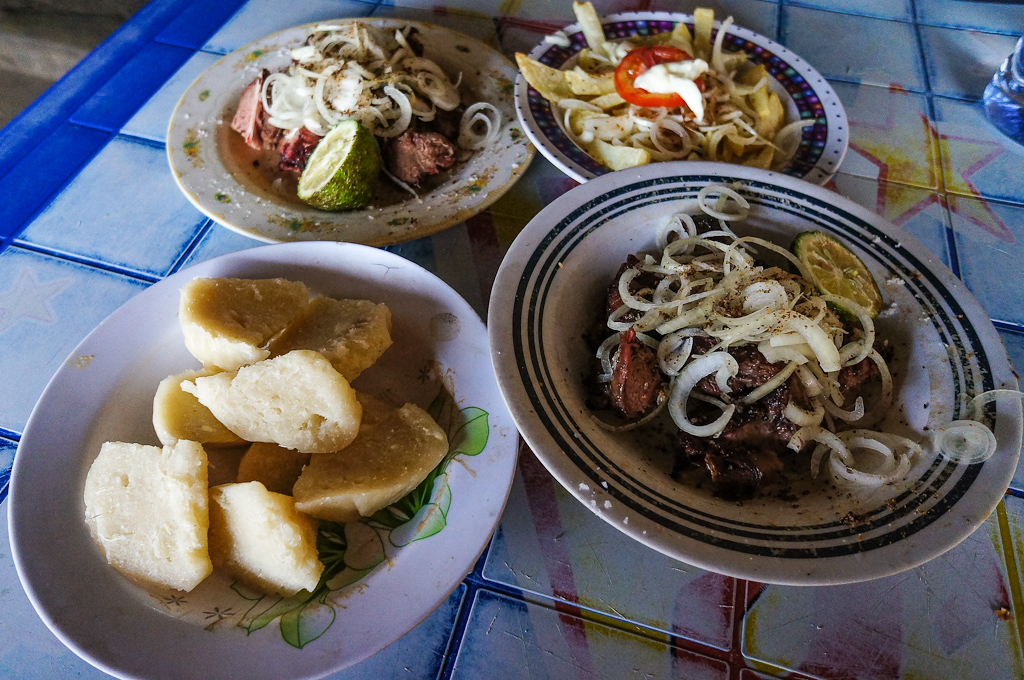
М'ясо, приготоване на грилі, з тапіокою

Кухня Бурунді обумовлена в першу чергу географічним розташуванням і сільським господарством, хоча період колонізації також сильно вплинув на появу нових страв.
Топографія Бурунді різноманітна й охоплює гори, савани, ліси, річки та оброблювані території. На півдні і заході країни розташоване озеро Танганьїка. Сільське господарство поширене на 80 % території країни і охоплює обробіток кави, чаю, кукурудзи, бобів та маніоки. Завдяки цьому, бурундійська кухня є типовим представником африканської кулінарної культури, оскільки охоплює боби, екзотичні фрукти (в основному банани), солодку картоплю, маніок, ямс, горох, кукурудзу та пшеницю.
У бурундійській кухні не так багато м'ясних страв, оскільки тваринництво менш розвинене в порівнянні з рослинництвом. Проте деякі страви включають м'ясо птиці, козлятину і баранину до свого складу. В основному страви готують варінням, тушкуванням або на грилі.

## Доколоніальна кухня
Історично в Бурунді було поширене натуральне господарство, і дієта залежала від тих продуктів, які можна було виростити в даній області. Найпоширенішим і основним елементом кухні рівниної частини Бурунді було сорго. До колонізації сорго було основою дієти бурундійців, а його одомашнення сильно вплинуло на розвиток та становлення монархії і бюрократії на території Бурунді. У гірській частині країни місце сорго займають банани та бобові, що потрапили в Бурунді в 17 столітті. Інші культури (наприклад, томати, маніок) були завезені в країну бельгійцями в другій половині 19 століття. Нові культури стали невіддільною частиною дієти бурундійців, але все одно поступаються бобовим і бананам за загальним вживанням.
Кухня Бурунді традиційно небагата тваринними білками. Навіть скотарі тутсі рідко забивали корів на м'ясо, а дієта рядового представника племені тутсі мало чим відрізнялася від дієти хуту. У більшості випадків тутсі і хуту займалися натуральним господарством, і їм належали кілька голів великої рогатої худоби. Дієта тутсі була багатшою молочними продуктами, але не м'ясом тварин, оскільки корови рідко забивалися і трималися заради виробництва молока, а також були важливим статусним символом. Навіть найбагатші тутсі могли дозволити собі їсти м'ясо тільки кілька разів на місяць. Мешканці навколоводних територій заповнювали потребу в білках рибою.

## Колоніальний та сучасний період
Колонізація сильно змінила кухню Бурунді: стали вирощуватися нові рослини, з'явилися страви європейської кухні тощо. Під впливом Франції та Бельгії в Бурунді стали вживати такі страви, як крокети, брошет та жаб'ячі лапки. Їх часто можна зустріти в Бужумбурі та інших великих містах. Зазвичай подібні страви подаються в kabare (тип барів) з гарніром з картоплі фрі та майонезом.
Традиційна Бурундійська кухня також зазнала серйозних змін в колоніальний і постколоніальний періоди. У Бурунді з'явилися страви інших африканських країн, наприклад, мічопо і угалі. Індійська кухня також вплинула на Бурундійський: чапаті, страви з рису і різні карі стали популярні в останні роки в Бурунді.

### Напої
Чай та кава були завезені бельгійцями й стали важливою частиною кулінарної культури Бурунді. Кава і чай є основними експортними продуктами Бурунді, тому практично все населення країни так чи інакше має відношення до цих продуктів. Обидва напої стали популярні в Бурунді й подаються в кафе і kabare по всій країні.
Алкогольні напої з'явилися в Бурунді ще в доколоніальний період. Традиційно виробляють два види пива: з бананів urwarwa і з сарго impeke. Бананове пиво традиційно виробляється вдома, а пиво з сарго — в промислових пивоварнях.
Пиво і бананове вино почали виробляти в 17 столітті. Бананове вино повсюдно поширено на всій території країни і зазвичай вживається в колі сім'ї. Після відкриття пивоварень в Бужумбурі і Гітезі пиво стало популярним алкогольним напоєм, що подається в кафе та ресторанах по всій країні.